# Liste der Baudenkmäler in Bergen (Chiemgau)
Auf dieser Seite sind die Baudenkmäler in der oberbayerischen Gemeinde Bergen zusammengestellt. Diese Tabelle ist eine Teilliste der Liste der Baudenkmäler in Bayern. Grundlage ist die Bayerische Denkmalliste, die auf Basis des Bayerischen Denkmalschutzgesetzes vom 1. Oktober 1973 erstmals erstellt wurde und seither durch das Bayerische Landesamt für Denkmalpflege geführt wird. Die folgenden Angaben ersetzen nicht die rechtsverbindliche Auskunft der Denkmalschutzbehörde.

## Baudenkmäler nach Ortsteilen

### Bergen
| Lage                                                    | Objekt                                                                                      | Beschreibung | Akten-Nr.              | Bild                                                                   |
| ------------------------------------------------------- | ------------------------------------------------------------------------------------------- | --- | ---------------------- | ---------------------------------------------------------------------- |
| Am Wagnerhof 7 (Standort)                               | Bauernhaus                                                                                  | Mit Mittertenne und doppelter Widerkehr, Wohnteil massiv mit Flachsatteldach und Balusterlauben, um 1800, Fassadenbemalung 1946, Stall mit Kreuzgratgewölben, zweite Hälfte 19. Jahrhundert; vor dem Haus steinerner Trogbrunnen, 19. Jahrhundert | D-1-89-113-4 Wikidata  | BW                                                                     |
| Bahnhofstraße 5 (Standort)                              | Bauernhaus                                                                                  | Einfirsthof mit Mittertenne, Wohnteil zweigeschossig mit Kniestock, steinernes Türgewände bezeichnet mit dem Jahr 1853, Balkon und Fassadenbemalung modern | D-1-89-113-2 Wikidata  | BW                                                                     |
| Bahnhofstraße 8 (Standort)                              | Kleinbauernhaus (altes Schulhaus)                                                           | Wohnteil mit seitlichem Fletz und Blockbau-Obergeschoss, wohl 18. Jahrhundert, Erdgeschoss, umlaufende Laube und Hochlaube erneuert | D-1-89-113-3 Wikidata  | BW                                                                     |
| Bahnhofstraße 49 (Standort)                             | Ehemaliges Bauernhaus                                                                       | Massiver Wohnteil mit Querfletz, Mitte 19. Jahrhundert, im Kern wohl älter, modern bezeichnet mit dem Jahr „1782“ | D-1-89-113-5 Wikidata  | BW                                                                     |
| Bahnhofstraße 51 (Standort)                             | Mesnerhaus                                                                                  | Ehemaliges Bauernhaus, Wohnteil massiv mit hohem Kniestock, Firstpfette bezeichnet mit dem Jahr 1795, Dach und Lauben erneuert, Wirtschaftsteil mit Hakenschopf und Mittertenne, Tennentor bezeichnet mit dem Jahr 1828, Stall mit Stichkappengewölbe. | D-1-89-113-6 Wikidata  | BW                                                                     |
| Dorfplatz 11 (Standort)                                 | Katholische Pfarrkirche St. Ägidius                                                         | Neuromanisch, von Franz Scheck, Übersee, erbaut 1863, Turmunterbau um 1513, Obergeschosse von 1623 und 1869; mit Ausstattung An der südlichen Friedhofsmauer Gusseisen-Grabplatten, Anfang 19. Jahrhundert, und Marmor-Grabmäler des 18. und 19. Jahrhunderts Gusseiserne Kriegergedächtnistafel, 1921 Gusseisernes Friedhofskruzifix, 1865                    | D-1-89-113-8 Wikidata  | weitere Bilder                                                         |
| Grabenhäusl 1 (Standort)                                | Grabenhäusl, ehemaliges Kleinbauernhaus                                                     | Wohnteil zweigeschossiger Blockbau mit Hochlaube, Firstpfette bezeichnet mit dem Jahr „1687“, im 19. Jahrhundert Umbauten, Wirtschaftsteil ausgebaut 1973 | D-1-89-113-9 Wikidata  | BW                                                                     |
| Grieser Straße 5 (Standort)                             | Landhaus                                                                                    | Eingeschossig mit Mansardwalmdach und polygonalem Erkertürmchen, im Heimatstil, erstes Viertel 20. Jahrhundert | D-1-89-113-66 Wikidata | BW                                                                     |
| Grieser Straße 35 (Standort)                            | Bauernhaus                                                                                  | Mit doppeltem Hakenschopf, einheitliche Anlage in Mischmauerwerk, Wohnteil zweigeschossig mit Kniestock und Gusseisenbalkonen, Marmor-Türgewände bezeichnet mit dem Jahr „1884“, Mittertenne modern ausgebaut, Stall mit Kreuzgratgewölben | D-1-89-113-11 Wikidata | BW                                                                     |
| Hochfelln (Standort)                                    | Gipfelkreuz auf dem Hochfelln                                                               | Gedenkkreuz für König Ludwig I., am 25. August 1886 in Erinnerung an dessen 100. Geburtstag eingeweiht, gusseisern | D-1-89-113-68 Wikidata | weitere Bilder                                                         |
| Hochfelln (Standort)                                    | Kapelle, sog. Tabor-Kapelle                                                                 | holzverkleideter Satteldachbau mit kupferbverkleidetem, breit gelagertem Turm und vorgezogenem, breiten Schutzdach über gepflasterter Außenfläche, von Josef Wiedemann, 1970/71, unter Einbeziehung von Teilen eines durch Blitz zerstörten Vorgängerbaus von 1890; mit Ausstattung                                                                            | D-1-89-113-84          | Kapelle, sog. Tabor-Kapelle                                            |
| Hochfellnstraße 71 (Standort)                           | Getreidekasten, zugehöriges Nebengebäude                                                    | Mit Blockbau-Obergeschoss (ehemaliger zweiräumiger Getreidekasten), an einer der beiden Türöffnungen bezeichnet mit dem Jahr „1730“, mit massivem Erdgeschoss zum Zuhaus ausgebaut wohl Ende 19. Jahrhundert, Laube und Dach modern erneuert | D-1-89-113-12 Wikidata | Getreidekasten, zugehöriges Nebengebäude                               |
| Hochfellnstraße 75 (Standort)                           | Maxhüttenkapelle, auch Pestkapelle genannt                                                  | 18. Jahrhundert, Mitte 19. Jahrhundert überformt; mit Ausstattung | D-1-89-113-23 Wikidata | Maxhüttenkapelle, auch Pestkapelle genannt                             |
| Kapellenweg (Standort)                                  | Hausener Kapelle                                                                            | Kleiner Bau mit Walmdach, von zwei Linden flankiert, wohl 18. Jahrhundert | D-1-89-113-13 Wikidata | Hausener Kapelle                                                       |
| Maximilianshütte (Standort)                             | Ensemble Maxhütte                                                                           | Das Ensemble umfasst die Werks- und Wohnanlagen der ehemaligen Bergener Maximilianshütte. Das Eisenhüttenwerk wurde 1561 bei einer schon bestehenden Hammerschmiede südlich von Bergen gegründet. Die überwiegend in der ersten Hälfte des 19. Jahrhunderts neu errichteten Werksgebäude veranschaulichen die ehemalige Bedeutung der 1932 aufgelassenen Hütte | E-1-89-113-1           | weitere Bilder                                                         |
| Maxhüttenstraße 17 (Standort)                           | Bachüberbauung                                                                              | Segmentbogige Überwölbung der Weißen Ache auf einer Länge von ca. 120 m durch regelmäßiges Quadermauerwerk von ca. 8–10 m lichter Weite und ca. 3,5–5 m lichter Höhe, erstes Drittel 19. Jahrhundert | D-1-89-113-79 Wikidata | BW                                                                     |
| Maxhüttenstraße 3 (Standort)                            | Stattliches Wohngebäude der ehemaligen Mühle, des Sägewerks und der Landwirtschaft Maxhütte | Dreigeschossiger unverputzter Nagelfluhbau, mittelsteiles Dach mit bemalten Untersichten, Eisenbalkone, Portal bezeichnet mit dem Jahr 1864 | D-1-89-113-16 Wikidata | BW                                                                     |
| Maxhüttenstraße 4 (Standort)                            | Gasthaus Eisenhammer                                                                        | Steinportal und aufgedoppelte Haustür, bezeichnet mit dem Jahr „1862“ | D-1-89-113-15 Wikidata | Gasthaus Eisenhammer                                                   |
| Maxhüttenstraße 12 (Standort)                           | Ehemalige Puddlings-Frischhütte                                                             | Reich gegliederter Werksteinbau, von Friedrich von Schenk und Daniel Ohlmüller, 1835–37, zur Maschinenwerkstätte umfunktioniert 1841/43 Ehemalige Dreherei, Werkhalle mit basilikalem Querschnitt und hohem Kamin, 1863–75 südlich an die Puddlings-Frischhütte angebaut Zugehörig Pförtner-Gebäude, um 1920 (Abb.)                                            | D-1-89-113-17 Wikidata | Ehemalige Puddlings-Frischhütte                                        |
| Maxhüttenstraße 14 (Standort)                           | Gasthaus Hüttenschänke                                                                      | Zweigeschossiger traufseitiger Putzbau mit Flachsatteldach, Mitte 19. Jahrhundert | D-1-89-113-18 Wikidata | Gasthaus Hüttenschänke                                                 |
| Maxhüttenstraße 15 (Standort)                           | Neuhaus, ehemaliges Arbeiterwohngebäude der Maxhütte                                        | , dreigeschossiger Putzbau mit flach geneigten Satteldach, bezeichnet mit dem Jahr „1793“ | D-1-89-113-19 Wikidata | Neuhaus, ehemaliges Arbeiterwohngebäude der Maxhütte                   |
| Maxhüttenstraße 16 (Standort)                           | Schreinerei, ehemalige Kohlenbarren und Modellschreinerei der Maxhütte                      | , dreigeschossiger Satteldachbau, erste Hälfte 19. Jahrhundert, zum Teil modern ausgebaut | D-1-89-113-20 Wikidata | Schreinerei, ehemalige Kohlenbarren und Modellschreinerei der Maxhütte |
| Maxhüttenstraße 17 (Standort)                           | Badehaus, ehemaliges Modellmagazin, Trockenkammer und Badehaus der Maxhütte                 | Zweigeschossiger Satteldachbau, mit Gewölben, erbaut 1834 | D-1-89-113-21 Wikidata | BW                                                                     |
| Maximilianstraße 5 (Standort)                           | Kassierbau der Maxhütte                                                                     | Stattlicher zweigeschossiger Putzbau mit Eckrustizierung und Walmdach, erbaut 1818 | D-1-89-113-24 Wikidata | Kassierbau der Maxhütte                                                |
| Maximilianstraße 7 (Standort)                           | Schlackenhaus, Arbeiterwohngebäude der Maxhütte                                             | Dreigeschossig, aus unverputztem Schlackenstein-Nagelfluh-Mauerwerk mit flachem Walmdach, erbaut 1838; Zugehörig zweigeschossiger Holzschuppen, erbaut 1838 | D-1-89-113-25 Wikidata | Schlackenhaus, Arbeiterwohngebäude der Maxhütte                        |
| Maximilianstraße 11 (Standort)                          | Gelbhaus, ehemaliges Arbeiterwohngebäude der Maxhütte                                       | Dreigeschossiger, lang gestreckter Putzbau mit Gusseisenbalkonen, frühes 19. Jahrhundert | D-1-89-113-26 Wikidata | BW                                                                     |
| Maximilianstraße 12 (Standort)                          | Ehemaliges Amtsgebäude der Maxhütte                                                         | Zweigeschossiger Putzbau mit steilem Schopfwalmdach, erbaut 1707, traufseitig moderne Anbauten, vor dem Haus Freitreppenanlage | D-1-89-113-27 Wikidata | Ehemaliges Amtsgebäude der Maxhütte                                    |
| Nähe Maria-Eck-Straße (Standort)                        | Hammerberghütte                                                                             | Blockbau, erbaut 1906; 1986 wieder aufgestellt, am ehemaligen Holzlagerplatz Dampfgatter | D-1-89-113-62 Wikidata | BW                                                                     |
| Nähe Ramberger Weg (Standort)                           | Brechelbad                                                                                  | Brechelbad, langgestreckter Massivbau mit giebelseitigem Eingang, Eckstein bezeichnet mit dem Jahr „1779“, rückwärtig Holzständerbau, 20. Jahrhundert | D-1-89-113-29 Wikidata | BW                                                                     |
| Südlich der Maximilianshütte im Pulvergraben (Standort) | Säulner Hütte                                                                               | Blockbau aus Rundhölzern, bezeichnet mit dem Jahr „1907“ | D-1-89-113-63 Wikidata | BW                                                                     |
| Säulner Weg 5 (Standort)                                | Bauernhaus                                                                                  | Zweigeschossiger Putzbau, Firstpfette bezeichnet mit dem Jahr 1783 Zugehörig Zuhaus mit Werkstatt im Erdgeschoss und zum Teil verbrettertem Obergeschoss, Firstpfette bezeichnet mit dem Jahr „1866“; mit Ausstattung der Schreinerwerkstatt | D-1-89-113-31 Wikidata | BW                                                                     |
| Schellenbergweg 2 (Standort)                            | Evang.-luth. Gemeindehaus, sog. Rudolf Alexander Schröder-Haus                              | eingeschossiger, gestaffelter Holzfachwerkbau mit Pultdach, glockenturmartiger Eingangsrisalit mit steilem Pultdach, rückwärtig niedriger Betonmauerzug, nach Plänen von Theodor Hugues, 1973/74; mit Ausstattung | D-1-89-113-80          | BW                                                                     |
| Schellenbergweg 2 (Standort)                            | Historische Ausstattung in der Säulner Kapelle                                              | Vom Vorgängerbau übernommen | D-1-89-113-30 Wikidata | BW                                                                     |
| Bergen ()                                               | Soleleitungsweg                                                                             | Um 1800, im forst- und landwirtschaftlichen Bereich teilweise erhalten | D-1-89-113-65 Wikidata |                                                                        |
| Sonnleitenweg 5 (Standort)                              | Kriegerkapelle                                                                              | Oktogon mit geschweiftem Dach und Dachreiter, im Innern bezeichnet mit „1921/22“; mit Ausstattung | D-1-89-113-33 Wikidata | BW                                                                     |
| Sonnleitenweg 24 (Standort)                             | Künstlerhaus                                                                                | zweigeschossig mit flachem Walmdach, abgeschrägter Ecke und Laube, unter Mitarbeit von Henry van de Velde, um 1919 | D-1-89-113-81          | BW                                                                     |
| Zwingweg 2 (Standort)                                   | Wohnhaus                                                                                    | Zweigeschossiger spätklassizistischer Walmdachbau, steinernes Türgewände bezeichnet mit dem Jahr „1854“, Äußeres 1957 überformt | D-1-89-113-28 Wikidata | BW                                                                     |

### Rumgraben
| Lage                                                   | Objekt                                   | Beschreibung | Akten-Nr.              | Bild |
| ------------------------------------------------------ | ---------------------------------------- | --- | ---------------------- | ---- |
| Rumgrabener Straße 5, südöstlich des Hauses (Standort) | Bauernhaus                               | Mit Mittertenne und jüngerer beidseitiger Widerkehr, Wohnteil mit Blockbau-Obergeschoss, Traufseiten verputzt, Lauben mit gesägter Brüstung, Ende 18. Jahrhundert Zugehörig Brechelbad mit gemauertem Ofen und Werkstatt, 18./19. Jahrhundert                | D-1-89-113-53 Wikidata | BW   |
| Rumgrabener Straße 10 (Standort)                       | Ehemaliges Zuhaus zu Rumgrabenerstraße 3 | Zweigeschossiger Schlackenstein-Bau mit mittelsteilem Dach, Eingang traufseitig mit kleiner Laube, um 1850 | D-1-89-113-70 Wikidata | BW   |
| Rumgrabener Straße 12 (Standort)                       | Kapellenbildstock                        | Gemauert, mit Zeltdach, 18./19. Jahrhundert; mit Ausstattung; nördlich von Haus Nr. 14. | D-1-89-113-55 Wikidata | BW   |
| Rumgrabener Straße 14 (Standort)                       | Bauernhaus                               | Mittertennbau, Wohnteil aus Schlackenstein, erste Hälfte 19. Jahrhundert, Wirtschaftsteil mit Hochtenne und beidseitiger Widerkehr, Ende 19. Jahrhundert Zugehöriges Zuhaus, erdgeschossig mit Steilsatteldach, am Türgewände bezeichnet mit dem Jahr „1811“ | D-1-89-113-54 Wikidata | BW   |

### Weitere Ortsteile
| Lage                                                                                    | Objekt                                                      | Beschreibung | Akten-Nr.               | Bild           |
| --------------------------------------------------------------------------------------- | ----------------------------------------------------------- | --- | ----------------------- | -------------- |
| Anger, Staudacher Straße 35 (Standort)                                                  | Kapellenbildstock                                           | 18./19. Jahrhundert, erneuert 1982/83; mit Ausstattung | D-1-89-113-34 Wikidata  | BW             |
| Bernhaupten, Bahnhofstraße 192 (Standort)                                               | Bahnhofsempfangsgebäude                                     | Zweigeschossiger Bau aus Schlackenstein, Eckverstärkungen mit Nagelfluh und Ziegelgliederungen, um 1865, eingeschossige hölzerne Flügelbauten teilweise massiv erneuert                                                                                          | D-1-89-113-36 Wikidata  | weitere Bilder |
| Bernhaupten, Kirchweg 10 (Standort)                                                     | Katholische Filialkirche St. Jakobus                        | Flach gedecktes Langhaus, 12. Jahrhundert, Chor und Sakristei spätgotisch, Anfang 15. Jahrhundert, Turm 1669; mit Ausstattung Kirchhofummauerung, Klaubsteine, verputzt, mit Pultdachabdeckung, 17./18. Jahrhundert                                              | D-1-89-113-35 Wikidata  | BW             |
| Gries, Zwingweg 4 (Standort)                                                            | Zwingkreuz                                                  | Gusseisen-Kruzifix mit Wettermantel, um 1900, wohl später auf hölzernen Schaft montiert | D-1-89-113-71 Wikidata  | BW             |
| Hautzenbichl 2 (Standort)                                                               | Bauernhaus, ehemaliger Einfirsthof                          | Mit Mittertenne, durch beidseitige Widerkehr erweitert, zweigeschossiger Wohnteil massiv mit hohem Kniestock und giebelseitigen Lauben, hölzernes Türgewände bezeichnet mit dem Jahr „1866“                                                                      | D-1-89-113-39 Wikidata  | BW             |
| Holzhausen, Schönblickstraße 12 (Standort)                                              | Bauernhaus                                                  | Mittertennbau mit einseitiger Abschleppung, Wohnteil mit Blockbau-Obergeschoss, bemalten Pfettenköpfen und Laubenstutzen, Firstpfette bezeichnet mit dem Jahr „1790“                                                                                             | D-1-89-113-41 Wikidata  | BW             |
| Kohlstadt 1 (Standort)                                                                  | Ehemaliges Kleinbauernhaus                                  | Wohnteil mit Querfletz und Blockbau-Obergeschoss, traufseitige Laube mit Balusterbrüstung, um 1800 erbaut, Firstpfette bezeichnet mit dem Jahr „1910“ | D-1-89-113-42 Wikidata  | BW             |
| Mühlwinkl, nähe Maria-Eck-Straße, am Wallfahrtsweg von Bergen nach Maria Eck (Standort) | Rosenkranzstationen                                         | Fünfzehn steinerne Bildstöcke aus Rauwacke mit Relieftafeln aus Högler Sandstein, Anfang 20. Jahrhundert | D-1-89-145-121 Wikidata | BW             |
| Oed (Standort)                                                                          | Oeder-Kapelle                                               | Kleiner Bau mit polygonalem Schluss und Dachreiter, neugotisch, 1865 erbaut; mit Ausstattung | D-1-89-113-44 Wikidata  | BW             |
| Oed 1, südöstlich am Ortsrand von Oed (Standort)                                        | Bildstock                                                   | Rotmarmor, wohl 17. Jahrhundert | D-1-89-113-43 Wikidata  | BW             |
| Oed 3 (Standort)                                                                        | Bauernhaus                                                  | Verputzter massiver Wohnteil, Lauben mit Balusterbrüstungen, Firstpfette bezeichnet mit dem Jahr „1811“ Zugehörig Parallelstadel mit zwei Längstennen und Taubenkobel im Giebel, Firstpfette bezeichnet mit dem Jahr „1911“                                      | D-1-89-113-45 Wikidata  | BW             |
| Pattenberg; Pattenberg 7 (Standort)                                                     | Getreidekasten                                              | Zugehörig ehemaliger Getreidekasten, erneuert 1841; 1977 ebenerdig neu aufgestellt | D-1-89-113-47 Wikidata  | BW             |
| Pattenberg 6 (Standort)                                                                 | Ehemaliges Bauernhaus                                       | Wohnteil mit Blockbau-Obergeschoss und bemalten Pfettenköpfen, zweite Hälfte 18. Jahrhundert | D-1-89-113-46 Wikidata  | BW             |
| Pattenberg 7 (Standort)                                                                 | Kapelle                                                     | Massivbau mit polygonalem Schluss und steilem Schopfwalmdach, zweite Hälfte 18. Jahrhundert; mit Ausstattung | D-1-89-113-48 Wikidata  | BW             |
| Pletschach (Standort)                                                                   | Lourdeskapelle, ehemalige Hofkapelle zu Staudacherstraße 69 | Massivbau mit runder Apsis, Ende 19. Jahrhundert; mit Ausstattung | D-1-89-113-49 Wikidata  | BW             |
| Ramberg, Ramberger Weg 30 (Standort)                                                    | Ehemaliges Bauernhaus                                       | Wohnteil Massivbau mit hohem Kniestock und Balusterlauben, im Kern Mitte 18. Jahrhundert, Firstpfette bezeichnet mit dem Jahr „1882“ | D-1-89-113-52 Wikidata  | BW             |
| Ramberg, St.-Primus-Straße 30 (Standort)                                                | Ehemaliges Bauernhaus                                       | Wohnteil verputzter Massivbau mit bemalten Pfettenköpfen und stark erneuerter Heiligenmalerei, bezeichnet mit dem Jahr „1767“ | D-1-89-113-51 Wikidata  | BW             |
| Schellenberg, Roßfeld, bei Haus Nr. 9 (Standort)                                        | Kruzifix                                                    | Gusseisen, auf Sockel, zweite Hälfte 19. Jahrhundert | D-1-89-113-57 Wikidata  | BW             |
| Schipfl 1 (Standort)                                                                    | Kleinbauernhaus                                             | Biedermeierlicher Putzbau mit Hochlaube, bezeichnet am First mit dem Jahr „1851“ Zuhaus (Altbau), Bau mit Blockbau-Obergeschoss und bemalten Pfetten, 18. Jahrhundert, Fassadenmalereien (Sinnsprüche) am verputzten Erdgeschoss, bezeichnet mit dem Jahr „1828“ | D-1-89-113-58 Wikidata  | BW             |
| Weidach, Nähe Weißachener Straße (Standort)                                             | Getreidekasten                                              | Zugehörig, zweigeschossig, mit Schupfen, 18. Jahrhundert | D-1-89-113-61 Wikidata  | BW             |
| Weidach, Weißachener Straße 75 (Standort)                                               | Bauernhaus                                                  | Erdgeschoss massiv mit gewölbtem Fletz, Blockbau-Obergeschoss, 18. Jahrhundert | D-1-89-113-60 Wikidata  | BW             |
| Weißachen, Weißachener Straße 44 (Standort)                                             | Brandlkapelle, zugehörige Marienkapelle                     | Erbaut 1843; mit Ausstattung | D-1-89-113-59 Wikidata  | BW             |